# Com peix fora de l'aigua
Com peix fora de l'aigua (títol original en italià, Come un gatto in tangenziale) és una pel·lícula italiana de 2017. Ha estat doblada i subtitulada al català.

## Sinopsi
Dues famílies d'orígens socials molt diferents s'uneixen a contracor per l'amor entre els seus fills adolescents. Després d'una sèrie de vicissituds gairebé absurdes, els adults aprenen a entendre's.

## Repartiment
- Paola Cortellesi: Monica
- Antonio Albanese: Giovanni
- Franca Leosini: Franca
- Claudio Amendola: Sergio
- Sonia Bergamasco: Luce

## Rebuda
La pel·lícula va recaptar més de 10 milions d'euros a 31 de juliol de 2018, i va ser apreciada positivament per la crítica, fins al punt qu es considera un veritable culte de la dècada del 2010. El 2021 es va estrenar la seqüela titulada Come un gatto in tangenziale - Ritorno a Coccia di Morto.